# Die Frau in Gold (1926)
Die Frau in Gold ist ein deutsches Stummfilmmelodram aus dem Jahre 1926 mit Lotte Neumann in der Hauptrolle. Die Geschichte basiert auf dem Roman Die Frau des Künstlers von Franz Xaver Kappus.

## Handlung
Der Komponist Paul Barkany erlangt in Paris große künstlerische Erfolge, wobei die Unterstützung durch seine Frau Vera daran einen nicht unerheblichen Anteil hat. Bald steigt ihm der Ruhm zu Kopf, und Paul beginnt seiner Gattin untreu zu werden. Einer dieser Frauen verspricht er sogar, die Hauptrolle in seiner nächsten Operette zu überlassen. Doch plötzlich reißt seine Kreativität ab, ihm wollen partout keine neuen Melodien mehr einfallen. In seiner Not und angetrieben von den Gerüchten, Barkanys Karriere sei im Niedergang begriffen, vergreift sich Paul an einer Arbeit des Jugendfreundes seiner Frau, Georges Lenoir, seines Zeichens ein talentierter Klavierspieler mit Kompositionsambitionen. Prompt glaubt Barkany, demnächst wieder einen neuen Operettenerfolg auf die Beine stellen zu können und fällt in seine alten Laster zurück.
Vera liebt auch weiterhin ihren Paul, obwohl sie von den menschlichen Schwächen ihres untreuen Gatten weiß. Auch weigert sie sich, zu glauben, dass ihr Gatte ein Langfinger ist, denn Lenoir weilt angeblich seit geraumer Zeit in den Vereinigten Staaten. Der aber kehrt eines Tages in die alte Heimat zurück, und dann klärt sich alles auf. Lenoirs Zuneigung zu Vera ist zu groß, als dass sein Zorn auf den Notendieb Paul auf dessen Gattin abfärben könnte. Als Barkany den von ihm Bestohlenen wieder sieht, ist er derart durcheinander, dass er einen Moment nicht Acht gibt und über ein Treppengeländer in die Tiefe stürzt. Der Schuft ist tot und Vera Barkany ist nun endlich frei für einen Neubeginn mit Georges Lenoir. Barkanys letztes Werk, die auf die von Lenoir komponierten Melodien fußende Operette „Die Frau in Gold“, bleibt jedoch unvollendet.

## Produktionsnotizen
Die Frau in Gold wurde im Januar/Februar 1926 in den Grunewald-Ateliers gedreht, passierte die Filmzensur am 26. März desselben Jahres und erlebte seine Premiere am 29. April 1926 im Berliner Primus-Palast. Der Sechsakter besaß eine Länge von 2067 Meter.
Fritz Kraencke schuf die Filmbauten.
Dies war einer von zwei Filmen, die der Franzose Pierre Marodon (1873–1949) in Deutschland inszenierte. Der andere entstand gleichfalls 1926 mit Lotte Neumann und hatte den Titel Der gute Ruf.

## Kritiken
Die Salzburger Chronik konstatierte knapp: „Die Bilder sind schön und gut arrangiert“.
Die Unzufriedene nannte das Melodram noch knapper einen „Kitschfilm“.